# Le Rose et le Blanc

Le Rose et le Blanc est un film français réalisé par Robert Pansard-Besson, sorti en 1982.

## Synopsis
Dans un immeuble parisien, d’étranges évènements vont provoquer l’enchevêtrement des fantasmagories d’un romancier avec les velléités et les rêves des autres habitants… 

## Fiche technique
| - Titre : Le Rose et le Blanc - Réalisateur : Robert Pansard-Besson - Scénario : Robert Pansard-Besson et Jean Echenoz - Musique : Antoine Duhamel et Robert Pansard-Besson - Directeurs de la photographie : Sacha Vierny et Jean-Paul Meurisse - Ingénieurs du son : Antoine Bonfanti et Jean-Paul Roubier - Assistants-réalisateur : Frédéric Bourboulon, Jérôme Dahan et Daniel Nobi - Décorateurs : Jean-Claude Gallouin, Annie Sénéchal - Monteuse : Françoise Belleville | - Pays de production : France - Date de tournage : 1978 - Société de production : Les Productions Berthemont (France) - Distributeur d’origine : Hors-Champ Distribution - Format : Couleur — Son monophonique — 35 mm - Genre : comédie dramatique - Durée : 100 minutes - Date de sortie : - France : 6 janvier 1982 |

## Distribution
- Raymond Pellegrin : Albert Faria
- Bulle Ogier : Jeanne
- Michael Lonsdale : Léon
- Yves Afonso : Henry James
- Valérie Lagrange : Madame James
- Vittorio Caprioli : Luigi Martin
- Yves Robert : le barman des Caraïbes
- Claude Melki : le facteur
- Mathieu Gain : le petit Albert
- Marcel Gassouk : l’épicier

## Distinctions
- Prix Georges-Sadoul 1980
- 1982 : Robert Pansard-Besson nommé dans la catégorie Meilleur film de fantasy au Fantasporto (Festival International de Cinéma de Porto)